# Ženit'ba Jana Knukke
Ženit'ba Jana Knukke (Женитьба Яна Кнукке) è un film del 1934 diretto da Aleksandr Gavrilovič Ivanov.